# Firehouse Tales
Firehouse Tales ("Histórias de Bombeiros" no Brasil e "Bombeiros Sobre Rodas" em Portugal) é uma série de desenho animado produzida pela Warner Bros. Animation e transmitida na faixa pré-escolar da Cartoon Network entre 2005 e 2006. No Brasil, a série foi transmitida com bastante frequência pelo SBT, através dos blocos Carrossel Animado e Sábado Animado. Em Portugal, foi transmitida pela RTP 2 através do programa Zig Zag.
A série gira em torno das aventuras de 3 jovens caminhões de bombeiros: Red, Crabby e Petrol (Vermelho, Chatinho e Esguinho na versão brasileira), que são aprendizes do corpo de bombeiros e resolvem problemas em sua cidade habitada entre pessoas e transportes antropomórficos. O desenho mescla um estilo de animação em 2D e 3D variando dos personagens

## Ligações Externas
- Firehouse Tales. no IMDb.